# Cradle to Cradle design
Cradle to Cradle design (též Cradle 2 Cradle, C2C) je přístup, který na výrobky i výrobní proces klade maximální možné nároky. Design by měl umožňovat krátkodobé užití, pohodlí (ergonomický design) i estetický požitek s vědomím, že materiály přetrvají i po dosloužení výrobku. Suroviny tak cirkulují v nekonečném výrobním cyklu, kde neexistuje odpad. Za inspiraci si často bere přírodu, říkáme, že je biomimetický. Tento přístup k designu je nezbytný pro implementaci principů cirkulární ekonomiky.
Jde o přístup holistický. Neomezuje se tedy jen na vztah člověka s přírodou. Zohledňuje také kvalitu života lidí i zvířat a nezapomíná ani na ekonomickou stránku věci. Krátkodobé ekonomické zisky by neměly přebít vyšší ztráty v dlouhodobém horizontu, proto tu má zítřek stejný význam jako jakýkoli jiný moment v budoucnosti.
Manifestem C2C designu je kniha amerického architekta Williama McDonougha a německého chemika Michaela Braungarta Cradle to Cradle: Remaking the way we make things z roku 2002.

## Oddělit látky syntetického a organického původu
Materiály – živiny musí být rozděleny do dvou na sobě nezávisle cirkulujících okruhů, metabolismů. První okruh operuje s látkami organického původu, které jsou snadno odbouratelné a není u nich proto problém navrátit je zpět do biosféry, respektive její součástí nepřestane být. Druhý operuje se syntetickými látkami, jež by měly být do produktů vkládány tak, aby bylo možné je z nich následně extrahovat a opět použít, a nebylo tak nikdy nutné je do biosféry navracet. U některých výrobků je potřeba použít látky jak organické, tak syntetické. Design by měl počítat s tím, že je bude po použití potřeba znovu oddělit a navrátit do odlišných cyklů.

## Inspirace přírodou

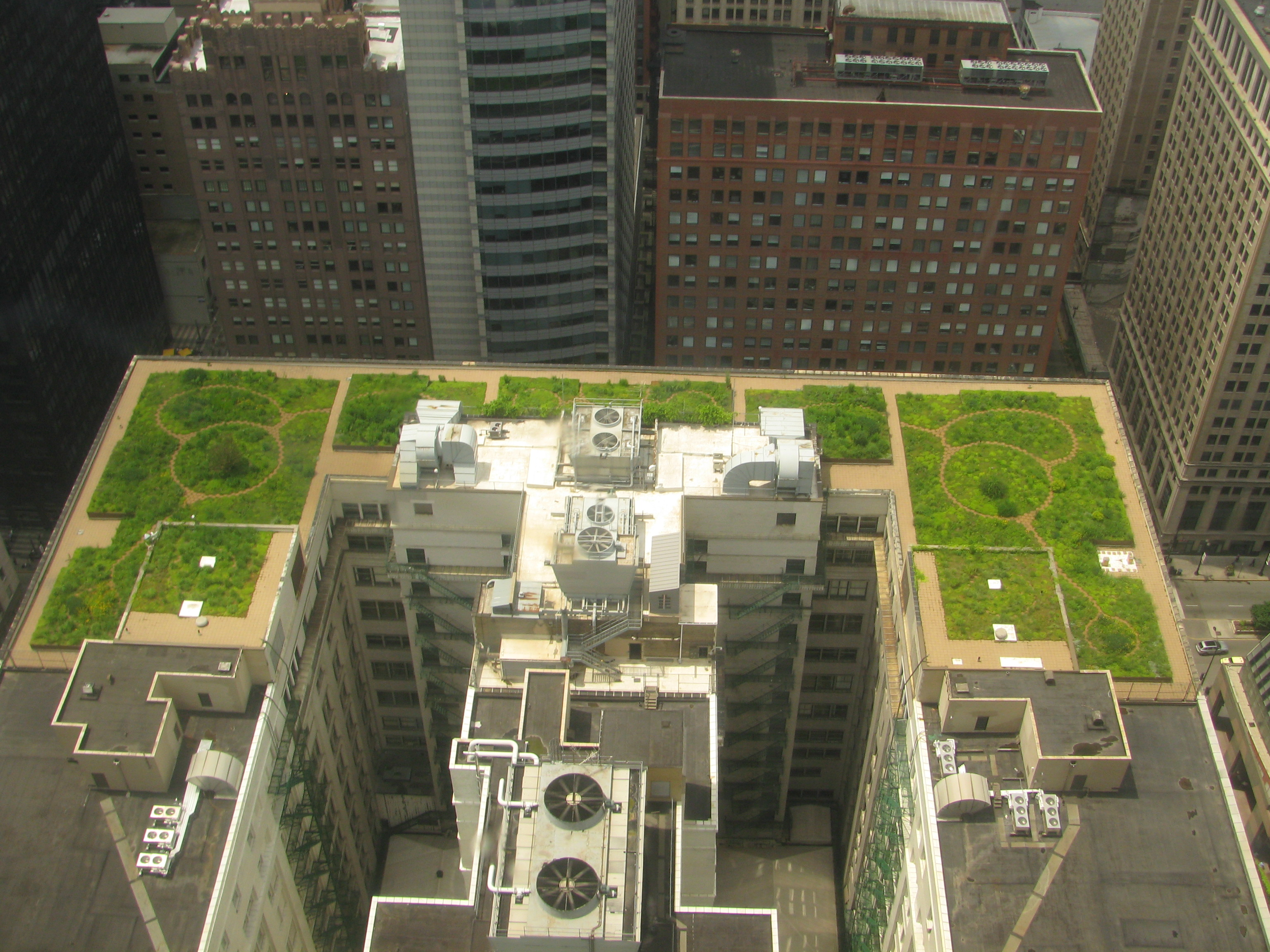
Více než 20 000 rostlin od roku 2001 zakrývá střechu radnice v Chicagu

Primárním cílem je zamyslet se, jakým způsobem své výrobky navrhuje příroda. V procesu evoluce se zvířata i rostliny, a s nimi i celé ekosystémy, přizpůsobují podmínkám v dané oblasti. Zejména v architektuře, tedy v designu budov, musíme často čelit nepříznivým přírodním podmínkám, jako jsou sucho, deště, mrazy, ostrý sluneční svit nebo vítr. Biomimetika nám pomáhá odolávat změnám počasí a také předcházet přírodním katastrofám.
Betonové plochy jsou nepropustné, čímž snižují retenci vody v krajině. Také akumulují teplo v horkých letních dnech. Travní porosty, které aplikoval William McDnough například na střechu chicagské radnice, naopak zajišťují stabilní teplotu, umožňují ochlazování, odpařování při vysokých teplotách, izolují v zimě a chrání střechu před ultrafialovými paprsky. Navíc produkují kyslík, zadržují dešťovou vodu, zadržují částice jako saze a absorbují uhlík.
Příroda produkuje jen odpady, které je sama schopná odbourat, a dokonce využít. Cokoli, co uhyne, slouží jako potrava pro další rostiny a živočichy.

## Změna v přístupu

### Být "méně špatný" nestačí
Současný přístup k negativním externalitám průmyslové výroby, jako je znečištění, klimatická změna či toxické částice, jež se uvolňují z některých nátěrů či lepidel, je takový, že se snažíme negativní jevy izolovat, a poté je eliminovat. Méně emisí, méně toxinů, menší spotřeba energie a z ní pramenící úbytek znečištění by neměly být konečným cílem. Tím by měla být eliminace těchto jevů.
Místo toho, aby se hledal způsob, jak negativní externality výroby a spotřeby omezit a aby bylo nutné hledat využití pro odpad až poté, co už existuje, design výrobků by měl v sobě nést dlouhodobou koncepci nakládání s materiály.
Například pálení odpadu je považováno za efektivnější než skládkování, protože lze pomocí něho získávat energii. Zákon o zachování hmoty naznačuje, že i po spálení, budou jejich rezidua ve sloučeninách poletovat vzduchem. Protože ale pro bezpečné pálení nebyly navrženy, mohou se při jejich kremaci do ovzduší uvolňovat dioxiny. Proto je nejlogičtější možností vyrábět takové plastové výrobky, které se po použití budou dát použít jako surovina o stejné kvalitě, jako když byl produkt vyroben.

### Recyklace = downcycling, potřebujeme upcycling
Sama idea recyklace by se dala označit za snahu být „méně špatný“.
Opětovné použití je problematické pokud v sobě výrobky obsahují toxické látky (což často ani nevíme). Recyklovaný produkt bude potom rovněž toxický. Další nevýhodou je, že opětovným použitím se snižuje kvalita. Nejde tedy o recyklaci v duchu konceptu cirkulární ekonomiky, ale jen o oddálení okamžiku, kdy bude výrobek potřeba spálit nebo skládkovat.
Když McDonough a Braungart popisují tuto rapidní změnu v myšlení, uvádějí jako příklad „příběh tří knih“. Jedna je vyrobená tradičně, z mnoha materiálů – dřevěné drti, lepidel, inkoustu a s pevnou vazbou s ozdobnými motivy, které mohou obsahovat těžké kovy a halogenizované uhlovodíky. Druhá je lehký paperback z recyklovaného papíru. I ona ale obsahuje dřevěnou drť a pravděpodobně i příměsi chlóru, který se ve sloučeninách běžně ve stromech vyskytuje. Je navíc málo ergonomická – hůře se s ní manipuluje a zahnědlý papír je méně kontrastní vzhledem k inkoustu, a proto se hůře čte. Třetí už na papíru nelpí. Je vyrobena z polymeru a slepena lepidly na stejné bázi. Inkoust z ní lze odstranit pomocí jednoduché a bezpečné chemické procedury nebo horké vody. Polymer je možné poté použít na výrobu dalších knih o stejné kvalitě.

### Jedna velikost nesedí všem
Rozmanitost je pro přírodu typická. Lidstvo naopak tíhne k vytváření monokultur. Při takovém typu zemědělské výroby se snižuje retenční schopnost krajiny, dochází k erozi půdy a její kontaminaci herbicidy.

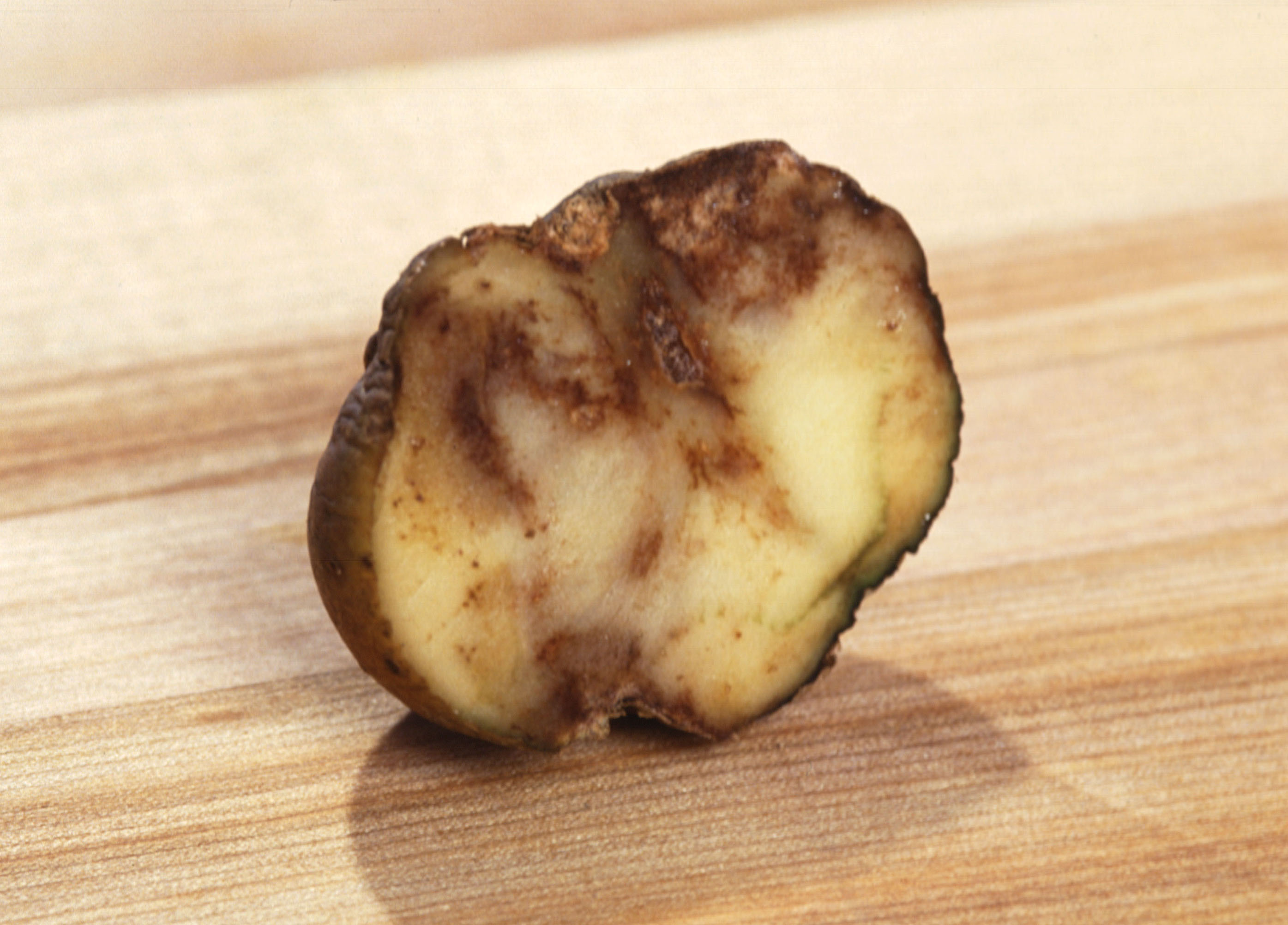
Hlíza brambory napadená plísní - Phytophtora infestans. Závislost na monokulturách může být nebezpečná.

Ve srovnání s rokem 1900 zmizelo 75 % rostlin užívaných v zemědělství, stejně tak 86 % odrůd jablek, které rostly ve Spojených státech. Druhy hospodářských zvířat i odrůdy kulturních rostlin jsou geneticky ovlivněné lidmi. Musí mít homogenní velikost, aby se dobře přepravovaly i se s nimi snadno dalo manipulovat na výrobní lince. Také musí co nejrychleji vyrůst.
Systémy, které jsou rozmanitější, se ale snáze přizpůsobí novým skutečnostem. Zachování diverzity je nejjednodušší a nejlevnější způsob, jak zemědělskou výrobu připravit na změny. Příkladem může být irský hladomor roku 1845, kdy byla velká část populace potravinově závislá na jedné odrůdě brambor. Když byla poté napadena plísní, kolem milionu lidí zemřelo právě v důsledku nedostatku alimentárních alternativ.
Schopnost adaptace a kreativita jsou tím, v čem se C2C design snaží přírodu napodobit. Vytvářením monokultur nejen unifikujeme, ale snižujeme také schopnost adaptability u živočichů i rostlin, protože umožňujeme reprodukci pouze těm rostlinám a živočichům, kteří odpovídají poměrně rigidním standardům.
Takzvaný C2C design je výrobní proces, který si klade maximální nároky na používání surovin. V praxi to znamená, že surovina se musí projevit, jako nekonečná ve svém výrobním cyklu. Tedy nikdy se nestane v případě dosloužení výrobku odpadem.